# Pintura bizantina
La pintura bizantina, así llamada por haberse formado en Constantinopla (antiguo Bizancio) al igual que su arquitectura y escultura, fijó su carácter desde los comienzos del siglo VI y se sirvió casi exclusivamente del procedimiento al mosaico en muros y cuadritos y de miniaturas sobre pergamino.
Se distingue la pintura bizantina al mosaico por la riqueza de materiales, con abundancia de oro (mosaicos vítreos y dorados) y fastuosa ornamentación y la pobreza en el movimiento artístico. Las figuras de los personajes se presentan ordinariamente alargadas, en pie y con los brazos en actitud algo movida o llevando algún objeto. La túnica o vestimenta con que aparecen cubiertas suele ofrecer pliegues rectos y paralelos, casi verticales. Pero el manto o capa los presenta más movidos y se recoge sobre el brazo izquierdo de la figura. El continente de las personas se ostenta siempre majestuoso, tranquilo y honesto; su mirada, de frente o a la derecha del espectador; sus ojos, grandes y abiertos; sus pies, pequeños o estrechos y terminados en punta.

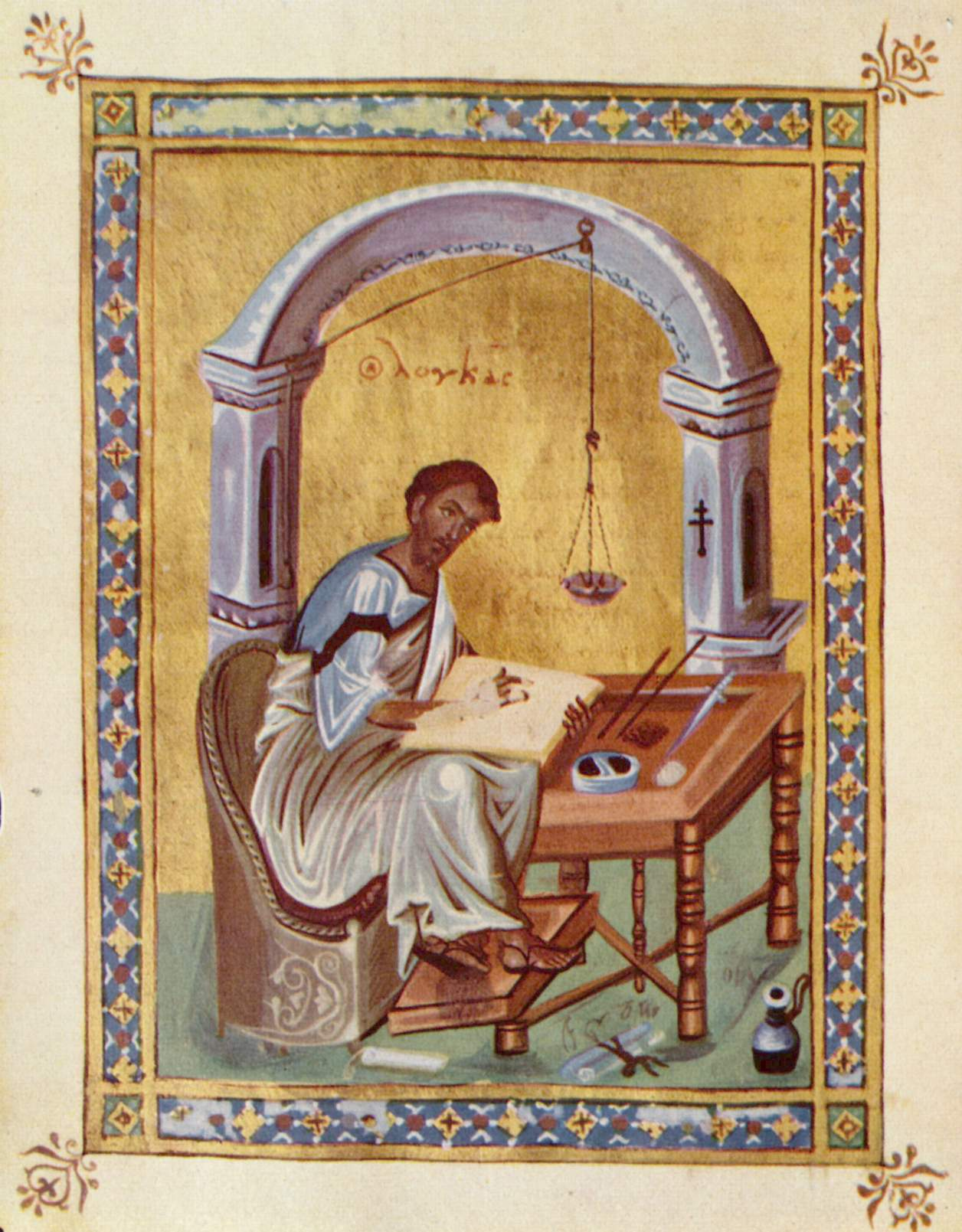
Pintura sobre pergamino

Los elementos decorativos de los cuadros o composiciones consisten de ordinario en perlas, cintas, series de joyas, guirnaldas y grecas sin excluir algunas plantas sueltas como la palmera ni los motivos arquitectónicos. A los lados de las figuras o encima de ellas, se destacan a menudo sobre el fondo de oro inscripciones en sentido vertical u horizontal que fijan el nombre y el significado del personaje o de la escena que se representa. Los asuntos de tales composiciones son generalmente bíblicos tanto del Antiguo Testamento como del Nuevo Testamento, además de algunas escenas religiosas de la corte imperial y representaciones de ángeles y santos. Es bastante común en el ábside o en la cúpula de las basílicas de Oriente la figura del Pantocrátor (o el Cristo en majestad) rodeado de ángeles a imitación del tipo de Santa Sofía en Estambul. Pero en las de Occidente se representa más bien a Jesucristo en medio de Apóstoles o santos.
El amaneramiento y el convencionalismo de la pintura bizantina que ya desde el principio más o menos la acompañan se hicieron más sensibles en el siglo VIII y llegaron a su apogeo en el siglo XIII por la falta de expresión y el exceso de rigidez y angulosidad que se manifiesta en las figuras. Alguna restauración se vio aparecer en el siglo XIV bajo el imperio de los Paleólogos pero resultó escasa y la decadencia fue completa desde últimos del siglo XVI refugiándose el arte en el monasterio cismático del monte Athos (Grecia) centro artístico de las regiones que habían abrazado el cisma y donde la pintura se convirtió en una industria que seguía fórmulas de receta.
Se conservan en varias iglesias y en museos algunos cuadritos o tablitas con pinturas o mosaicos y también pergaminos con miniaturas, labrados en Constantinopla y esparcidos por Occidente durante la Edad Media. Deben contarse, además, entre las pinturas bizantinas las miniaturas de algunos buenos códices.